# Nuklearna energija vezanja
Nuklearna energija vezanja je energija koja drži nukleone (protone i neutrone) na okupu u atomskoj jezgri. Ta energija ima različite vrijednosti za različite jezgre, a raste s porastom atomskog broja (Z). Zbog takve razlike u energiji vezanja, neke su jezgre nestabilne i raspadaju se, pretvarajući se u druge stabilnije jezgre. Učestalost raspada je povezana uz vrijeme poluraspada, koje se određuje kao vrijeme koje je potrebno da se raspadne polovica jezgri nekog uzorka. Vrijeme poluraspada različitih jezgri može imati vrijednosti između dijelića sekunde pa sve do nekoliko milijardi godina.
Budući da su protoni pozitivno nabijene čestice, a neutroni bez električnog naboja, zaključuje se da je stabilnost stomske jezgre omogućena samo nekim vrlo jakim silama, koje održavaju nukleone zbijene u atomskoj jezgri (rezidualna jaka nuklearna sila). Nuklearna energija vezanja je u stvari rad potreban da se atomska jezgra rastavi na svoje sastavne dijelove: protone i neutrone. Taj isti rad treba izvršiti pri zbližavanju nukleona u postupku stvaranja atomske jezgre.

## Defekt mase
Mjerenja atomskih masa atomskih jezgri pomoću masenog spektrografa, pokazala su da je masa svakog atomskog jezgra uvijek manja od zbroja masa njegovih slobodnih nukleona (protona i neutron), od kojih je sastavljena. Razlika između zbroja masa protona i neutrona, koji grade neku atomsku jezgru, i same mase te atomske jezgre, naziva se defekt mase. S obzirom na Einstenovu ekvivalentnost mase i energije (E = m c2), proizlazi da se pri stvaranju neke atomske mase, jedan dio mase pretvorio u energiju, i to u nuklearnu energiju vezanja.

### Nuklearna energija vezanja po nukleonu
Ako se vrijednost nuklearne energije vezanja podijeli s brojem nukleona u atomskoj jezgri, dobiva se nuklearna energija vezanja po nukleonu ili specifična nuklearna energija vezanja. Tako na primjer ona za neon-20 iznosi 8,031 MeV, dok za olovo-208 je 7,865 MeV. Iako su ova dva kemijska elementa na različitim stranama periodnog sustava elemenata, nuklearna energija vezanja po nukleonu im je gotovo jednaka.
Nuklearna energija vezanja po nukleonu brzo raste u području lakih elemenata i sve do tvari koje imaju atomsku masu oko 60, gdje iznosi oko 9 MeV. Nakon toga dolazi do pada vrijednosti, da bi za uranij bila oko 7 MeV. Između atomskih masa 1 i 20 primjećuje se izlomljenost krivulje, s oštrim prijelazima između najmanjih i najvećih vrijednosti. Najmanje vrijednosti u tom području imaju litij-6 i bor-10, jer sadrže neparan broj protona i neutrona. Najveće vrijednosti u tom području imaju helij-4, ugljik-12 i kisik-16, koji imaju paran broj nukleona. Možemo zaključiti da stabilnost atomske jezgre ovisi i o tome da li ima paran ili neparan broj nukleona. Vidljivo je da među lakim atomskim jezgrama, atomska jezgra helija-4 (alfa-čestica) ima najveću nuklearnu energiju vezanja po nukleonu, pa možemo zaključiti da alfa-čestice imaju vrlo stabilnu atomsku jezgru.
Osim toga, vidljivo je da najveću vrijednost nuklearne energije vezanja po nukleonu imaju atomske jezgre s atomskom masom od 40 do 100. Kod njih energija vezanja iznosi oko 8,7 MeV.
| Atomska jezgra | P  | N  | Defekt mase  | Ukupna masa | Ukupna masa / nukleon | Nuklearna energija vezanja / nukleon | Nuklearna energija vezanja | Energija vezanja | Energija vezanja / nukleon |
| -------------- | -- | -- | ------------ | ----------- | --------------------- | ------------------------------------ | -------------------------- | ---------------- | -------------------------- |
| 56Fe           | 26 | 30 | -60,6054 MeV | 55,934937 u | 0,9988382 u           | 9,1538 MeV                           | 0,528479 u                 | 492,275 MeV      | 8,7906 MeV                 |
| 58Fe           | 26 | 32 | -62,1534 MeV | 57,933276 u | 0,9988496 u           | 9,1432 MeV                           | 0,547471 u                 | 509,966 MeV      | 8,7925 MeV                 |
| 60Ni           | 28 | 32 | -64,4721 MeV | 59,930786 u | 0,9988464 u           | 9,1462 MeV                           | 0,565612 u                 | 526,864 MeV      | 8,7811 MeV                 |
| 62Ni           | 28 | 34 | -66,7461 MeV | 61,928345 u | 0,9988443 u           | 9,1481 MeV                           | 0,585383 u                 | 545,281 MeV      | 8,7948 MeV                 |

| Atomska jezgra | P | N | Defekt mase  | Ukupna masa | Ukupna masa / nukleon | Nuklearna energija vezanja / nukleon | Nuklearna energija vezanja | Energija vezanja | Energija vezanja / nukleon |
| -------------- | - | - | ------------ | ----------- | --------------------- | ------------------------------------ | -------------------------- | ---------------- | -------------------------- |
| n              | 0 | 1 | 8,0716 MeV   | 1,008665 u  | 1,008665 u            | 0,0000 MeV                           | 0 u                        | 0 MeV            | 0 MeV                      |
| 1H             | 1 | 0 | 7,2890 MeV   | 1,007825 u  | 1,007825 u            | 0,7826 MeV                           | 0,0000000146 u             | 0,0000136 MeV    | 13,6 eV                    |
| 2H             | 1 | 1 | 13,13572 MeV | 2,014102 u  | 1,007051 u            | 1,50346 MeV                          | 0,002388 u                 | 2,22452 MeV      | 1,11226 MeV                |
| 3H             | 1 | 2 | 14,9498 MeV  | 3,016049 u  | 1,005350 u            | 3,08815 MeV                          | 0,0091058 u                | 8,4820 MeV       | 2,8273 MeV                 |
| 3He            | 2 | 1 | 14,9312 MeV  | 3,016029 u  | 1,005343 u            | 3,09433 MeV                          | 0,0082857 u                | 7,7181 MeV       | 2,5727 MeV                 |

Za atomske jezgre koje imaju atomsku masu veću od 100, nuklearna energija vezanja po nukleonu pomalo opada, tako da pri kraju uranij-238 ima vrijednost oko 7,5 MeV.